# 象珠二村前仓
象珠二村前仓，位于中华人民共和国浙江省金华市永康市象珠镇，是浙江省省级文物保护单位之一。
2017年1月13日，象珠二村前仓被列入第七批浙江省文物保护单位，该文物保护单位是一座古建筑。